# Бронепалубные крейсера типа «Веймут»
Бронепалубные крейсера типа «Веймут» — тип бронепалубных крейсеров Королевского военно-морского флота Великобритании времён Первой мировой войны. Всего построено 4 единицы: «Веймут» (англ. Weymouth), «Дартмут» (англ. Dartmouth), «Фалмут» (англ. Falmouth), «Ярмут» (англ. Yarmouth).
Закладывались как «защитники торговли» (Trade protection cruisers). Также именуются типом Town, поскольку именовались в честь городов. Стали улучшенной версией бронепалубных крейсеров типа «Бристоль». Последние бронепалубные крейсера Королевского флота. Следующая серия «защитников торговли» — тип «Чатам», уже относилась к лёгким крейсерам.

## История создания
Причина появления этой серии крейсеров — недовооружённость предыдущей серии крейсеров. Крейсера стоимостью более 350 тыс. £ и водоизмещением 4800 дл. тонн несли более слабое вооружение, чем модернизированные «Эклипсы» или «Эрроганты» и имели худшую мореходность чем крейсера типа «Челленджер». Поэтому новая серия получила восемь 152-мм орудий — пусть на три меньше, чем на типе «Челленджер», но это давало перевес над строившимися немецкими малыми крейсерами. Уатт оценил, что новые крейсера будут стоить £440 000, но рассчитывая на прогресс судостроения, и он ожидал некоторого сокращения цены, правда не так сильно как для типа Бристоль.
Корабли выходили 5280-тонными со скоростью 24,75 узлов. Уатт предложил уменьшить полный запас топлива до 1450 дл. тонн, чтобы компенсировать лишний вес. В результате доработок решили ограничиться уменьшением полного запаса топлива с 1600 до 1550 дл. тонн (1290 угля, 260 нефти), сохранить прежнюю длину, увеличить ширину с 47 до 48½ футов, что повлекло уменьшение осадки на три дюйма. Проектное водоизмещение составило 5250 тонн проектная скорость составила 25 узлов.

## Конструкция
Полубачные турбинные корабли с длиной по ватерлинии 131 м, максимальной длиной 138,1 м, шириной 14,8 м, осадкой 4,82 м. Все корабли имели водоизмещение меньше проектного (5250 дл. тонн), «Фалмут» имел нормальное водоизмещение 5040, «Веймут» — 5044 и «Дартмут» — 5076 дл. тонн, с аналогичной экономией при полном водоизмещении.

### Вооружение
Восемь орудий BL 6 inch Mk XI. Три пушки располагались на увеличенном полубаке, который также обеспечивал размещение для офицеров корабля. Оставшиеся поясные орудия были защищены фальшбортом, чтобы сделать их более устойчивыми к погодным условиям. Крейсера получили два подводных 21-дюймовых (533 мм) торпедных аппарата (с семью торпедами). Вооружение корабля дополнялось четырьмя 3-фунтовыми салютными орудиями.

### Бронирование
Повторяло тип «Бристоль».

### Энергетическая установка
Скорость на испытаниях:
- «Веймут» — 25,6 узлов при 23 532 л. с.,
- «Дартмут» — 25,9 узла при 23 467 л. с.,
- «Фалмут» — 26,8 узла при 27 000 л. с.
- «Ярмут» — 26,0 узлов при 24 000 л. с.

## Представители серии
| Название  | Место постройки                              | Заложен              | Спущен на воду        | Введён в строй       | Судьба                                 |
| --------- | -------------------------------------------- | -------------------- | --------------------- | -------------------- | -------------------------------------- |
| «Веймут»  | Armstrong Whitworth, Эльсвик, Великобритания | 19 января 1910 года  | 18 ноября 1910 года   | октябрь 1911 года    | Сдан на слом в 1928 году               |
| «Дартмут» | Vickers Limited,Великобритания               | 19 февраля 1910 года | 14 декабря 1910 года  | 16 октября 1911 года | Сдан на слом в 1930 году               |
| «Фалмут»  | William Beardmore and Company,Великобритания | 21 февраля 1910 года | 20 сентября 1910 года | сентябрь 1911 года   | Торпедирован 16 августа 1916 года U-63 |
| «Ярмут»   | London & Glasgow Co,Великобритания           | 27 января 1911 года  | 12 апреля 1911 года   | апрель 1912 года     | Сдан на слом в 1929 году               |